# Wallenius Wilhelmsen Logistics

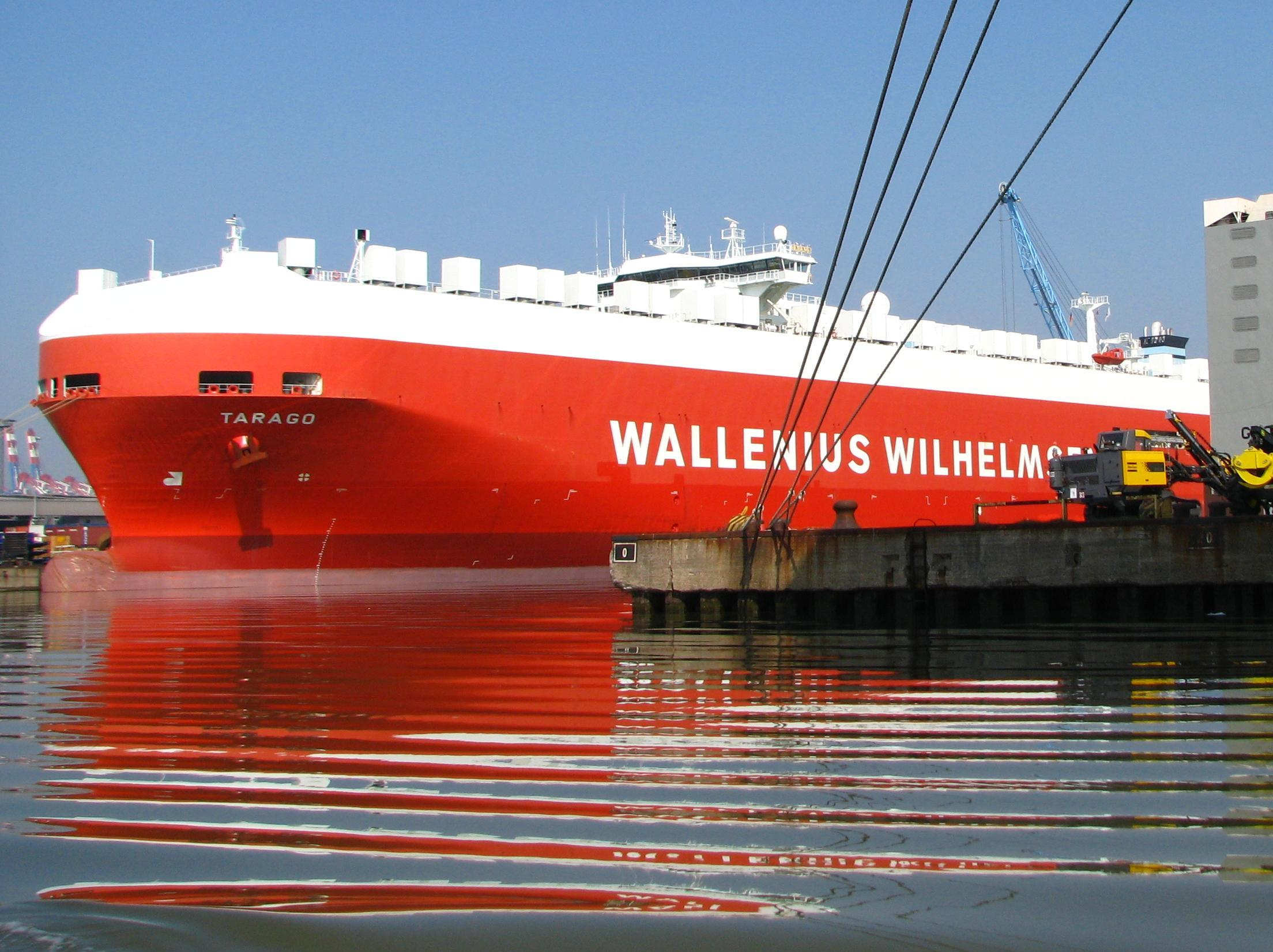
Die Tarago von Wallenius Wilhelmsen

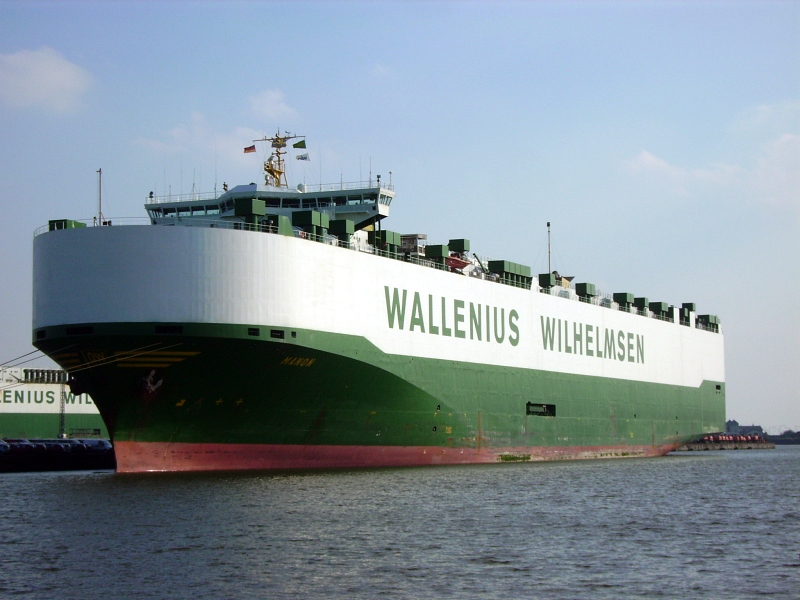
Die Manon von Wallenius Wilhelmsen

Wallenius Wilhelmsen Logistics (WWL) ist eine norwegisch-schwedische Reederei, die sich hauptsächlich mit dem weltweiten Transport von Kfz und anderen rollfähigen Ladungen beschäftigt. 
Der Hauptsitz ist in Lysaker bei Oslo (Norwegen); die deutsche Niederlassung ist in Bremen.

## Geschichte
Gegründet wurde die Reederei im Jahr 1999 als Wallenius Wilhelmsen von der schwedischen Reederei Wallenius Lines und der norwegischen Reederei Wilh. Wilhelmsen als gemeinsames Unternehmen für das operative Geschäft.
Am 14. Dezember 2002 sank die Tricolor, ein 190 Meter langer Autotransporter der Wallenius Wilhelmsen Logistics, nach Kollision mit dem Containerfrachter Kariba mit 2871 Neuwagen an Bord im Ärmelkanal. Das Schiff war ein Totalverlust und konnte später nur in Teilen geborgen werden.
Im Jahr 2005 übernahm W&W die Hälfte der Firmenanteile am US-amerikanischen Logistikunternehmen DAS. Im Jahr darauf änderte man die Ausrichtung der Reederei hin zu einem Komplettanbieter in der Fahrzeuglogistik und änderte den Namen in Wallenius Wilhelmsen Logistics (WWL).
WWL gilt als einer der Marktführer des Autotransports über See und betreibt derzeit (März 2018) eine Flotte von über 50 Schiffen. Die betriebenen Schiffe gehörten bis zur Fusion überwiegend den beiden teilhabenden Reedereien und waren eingechartert. 2018 transportierte WWL 4,3 Millionen Kraftfahrzeuge, 2,3 Millionen über See und etwa zwei Millionen auf dem Landweg. Außerdem wurden rund drei Millionen andere rollende Ladungseinheiten umgeschlagen. Mit 3500 Beschäftigten weltweit erwirtschaftete WWL 2010 einen Jahresumsatz von 2,3 Milliarden US-Dollar.
Im September 2016 einigten sich die beiden teilhabenden Reedereien darauf, ihre jeweiligen Anteile der Gesellschaften Wallenius Wilhelmsen Logistics (100 % gemeinsamer Eigentumsanteil), EUKOR Car Carriers (80 % gemeinsamer Eigentumsanteil) und American Roll-on Roll-off Carrier (ARC) (100 % gemeinsamer Eigentumsanteil) in der Gesellschaft Wallenius Wilhelmsen Logistics ASA zusammenzuführen und auch die Eignerschaft der meisten Schiffe sowie die damit verbundenen Vermögensanteile und Verbindlichkeiten in diese Gesellschaft einzubringen.
Im April 2017 fusionierten die schwedische Wallenius Lines mit der norwegischen Wallenius Wilhelmsen zur Wallenius Wilhelmsen Group. In diesem Zusammenhang teilte sich die vorherige Betreibergesellschaft Wallenius Wilhelmsen Logistics (WWL) neu auf: 
- Reederei Wallenius Wilhelmsen Ocean (WW Ocean)
- Logistikdienstleister Wallenius Wilhelmsen Solutions (WW Solutions)

Die ebenfalls zur Wallenius Wilhelmsen Group gehörenden Marken EUKOR und ARC treten weiterhin unter ihrem bisherigen Namen auf.